# Пам'ятник Миколі Бенардосу (Фастів)
Пам'ятник Миколі Бенардосу у Фастові — пам'ятник видатному українському винахіднику і раціоналізаторові в різних галузях науки і техніки Миколі Бенардосу у районному центрі Київської області місті Фастові, де проминули його останні роки життя.
Це один з 2 присвячених персоналіям повнофігурних фастівських пам'ятників. Він розташований неподалік від центру міста на майдані, утвореному вулицями Івана Мазепи, Семена Палія та Садовою.

## Історія та автори
Пам'ятник визначному винахіднику Миколі Бенардосу, що першим у світі обґрунтував спосіб електричного дугового зварювання (1882), і який жив у Фастові до самої смерті, був встановлений у 1981 році — до 100-річчя саме цього винаходу.
Автори пам'ятника — відомий фастівський скульптор А. А. Древецький та архітектор В. С. Тофан1.52 52

## Опис
Фастівський пам'ятник Бенардосу являє собою скульптуру винахідника на повен зріст заввишки у понад 2 людські зрости, встановлену на невисокому гранітному фігурному постаменті із широкою пласкою основою.
Могутню постать Миколи Бенардоса автор-скульптор зобразив у динаміці — винахідник у довгому робочому фартусі ніби ступає назустріч глядачеві, у правиці в нього затиснутий його винахід, лівиця випростана у дружньому вітальному жесті. Складається враження, що Миколі Бенардосу не терпиться поділитися із радістю свого винаходу.
Як засвідчував автор скульптури Анатолій Древецький:
|  | «... Девіз пам'ятника — «Все віддаю людям», і я засобами пластики намагався донести це.» |

Фастівський пам'ятник Миколі Бенардосу — не єдиний в Україні (та Росії), але безперечно, є найбільш монументальним серед усіх.